# Lanzarote
Lanzarote, pronunțat /lanθa'rote/ (v. AFI), este o insulă care ține de Spania, fiind cea mai estică din Arhipelagul Insulele Canare. Se află la aproximativ 125 km de coasta Africii și la 1.000 km de Peninsula Iberică. Cu o arie de 845,9 km², Lanzarote este cea de-a patra insulă ca suprafață dintre cele șapte insule Canare, după Tenerife, Fuerteventura și Gran Canaria.
Este o insulă vulcanică apărută acum 20 de milioane de ani. Lava răcită a rămas solidificată în cele mai diverse forme.
Vechii locuitori ai insulei Lanzarote erau țărani si păstori. Agricultura este practicată cu dificultate din cauza solului arid și a precipitațiilor foarte scăzute. În prezent turismul este foarte dezvoltat. Cel mai mare și mai apreciat centru turistic de pe Lanzarote este Puerto del Carmen, la origine un vechi sat pescăresc.
Peisajul natural de pe Lanzarote este deosebit de variat și interesant pentru vizitatori: locurile sunt foarte bogate în culori, iar multe din plajele de pe Lanzarote au un nisip vulcanic fin negru.
Insulele Canare (în ordinea formării, respectiv vȃrstei geologice) sunt următoarele: Fuerteventura, Lanzarote, Gran Canaria, Tenerife, La Gomera, La Palma, El Hierro. 

## Formarea Insulelor Canare
Formarea Insulelor Canare a avut loc în mai multe faze de erupții vulcanice submarine:

- în intervalul cuprins între 15-22 milioane de ani s-a format o mare insulă, care a dăinuit pănă la ultima glaciațiune. In urma topirii gheții, nivelul apelor marine a crescut, luȃnd naștere din prima insulă 2 insule separate (Fuerteventura și Lanzarote), despărțite de un canal lung de 10 km și adȃnc de 40 m. 

- acum 11-14,5 milioane de ani au luat naștere insulele vulcanice Gran Canaria, Tenerife și La Gomera. 

- în urmă cu 2 milioane de ani s-a format insula La Palma, apoi insula El Hierro (1,5 milioane ani).
Lanțul Insulelor Canare s-a format prin mișcarea lentă a plăcii tectonice africane peste un hotspot static (punct fierbinte), care a furnizat magmă din adȃncime prin crăpăturile scoarței spre suprafață.

## Galerie de imagini

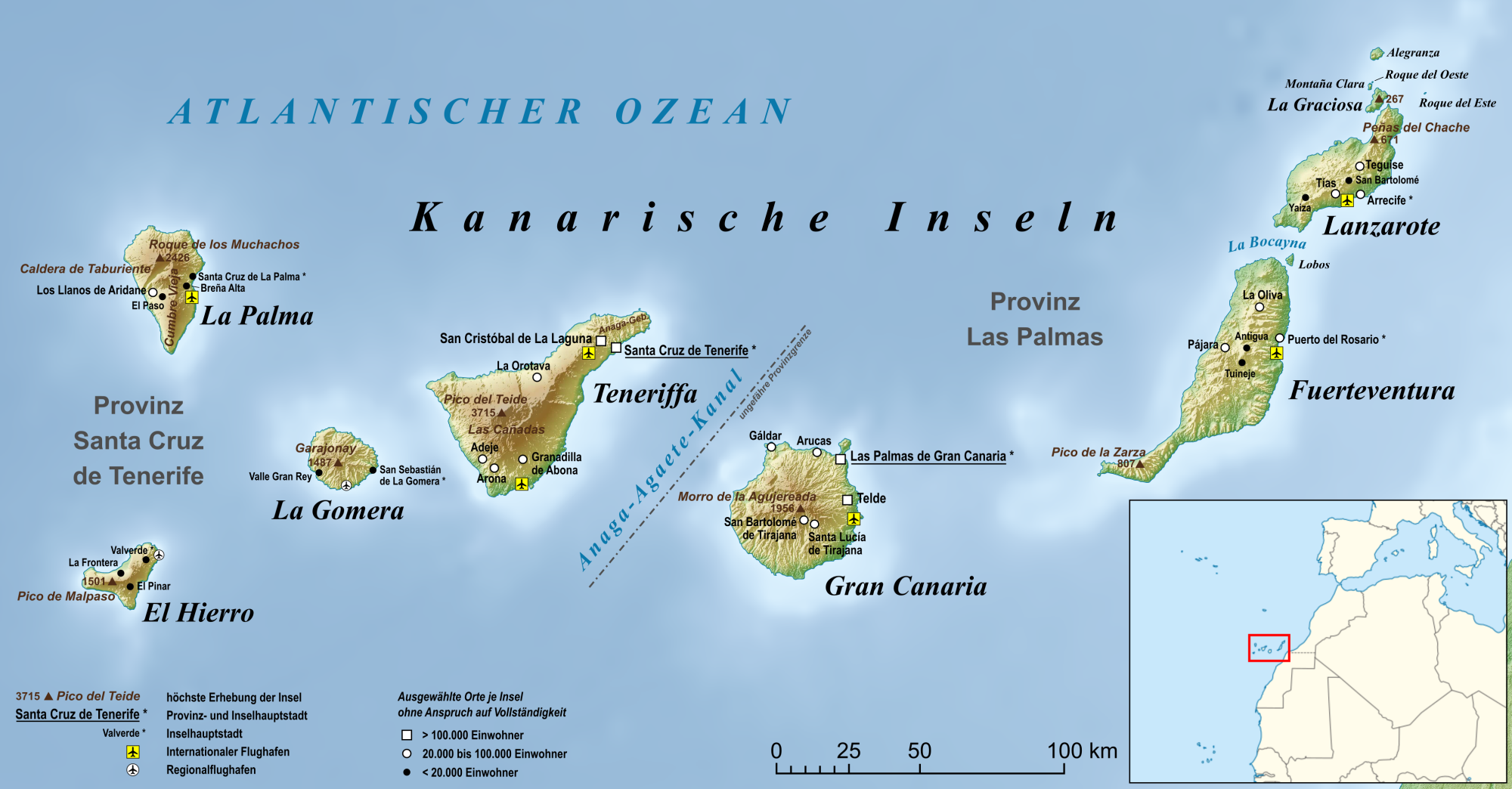
Insulele Canare
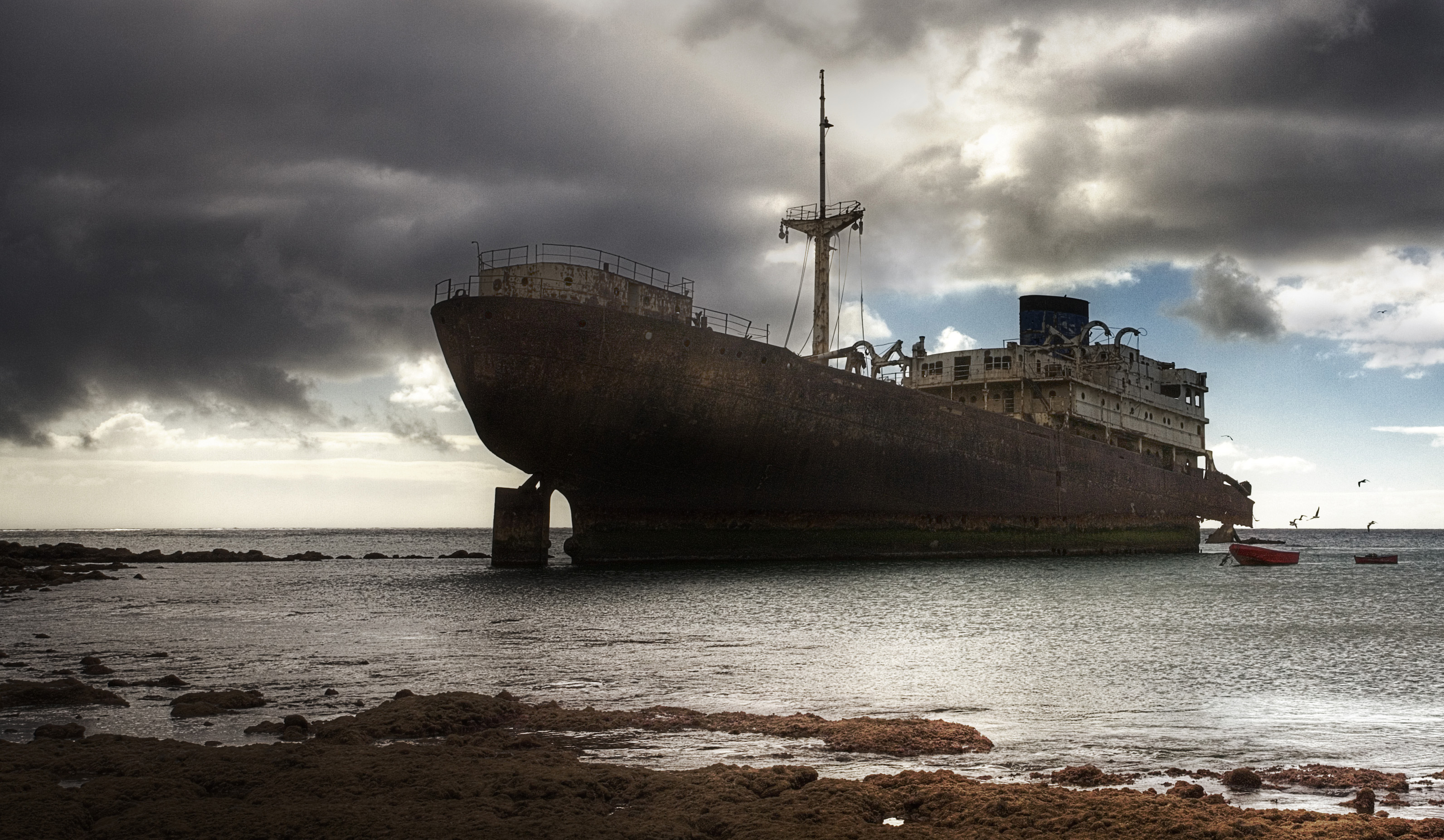
Arrecife
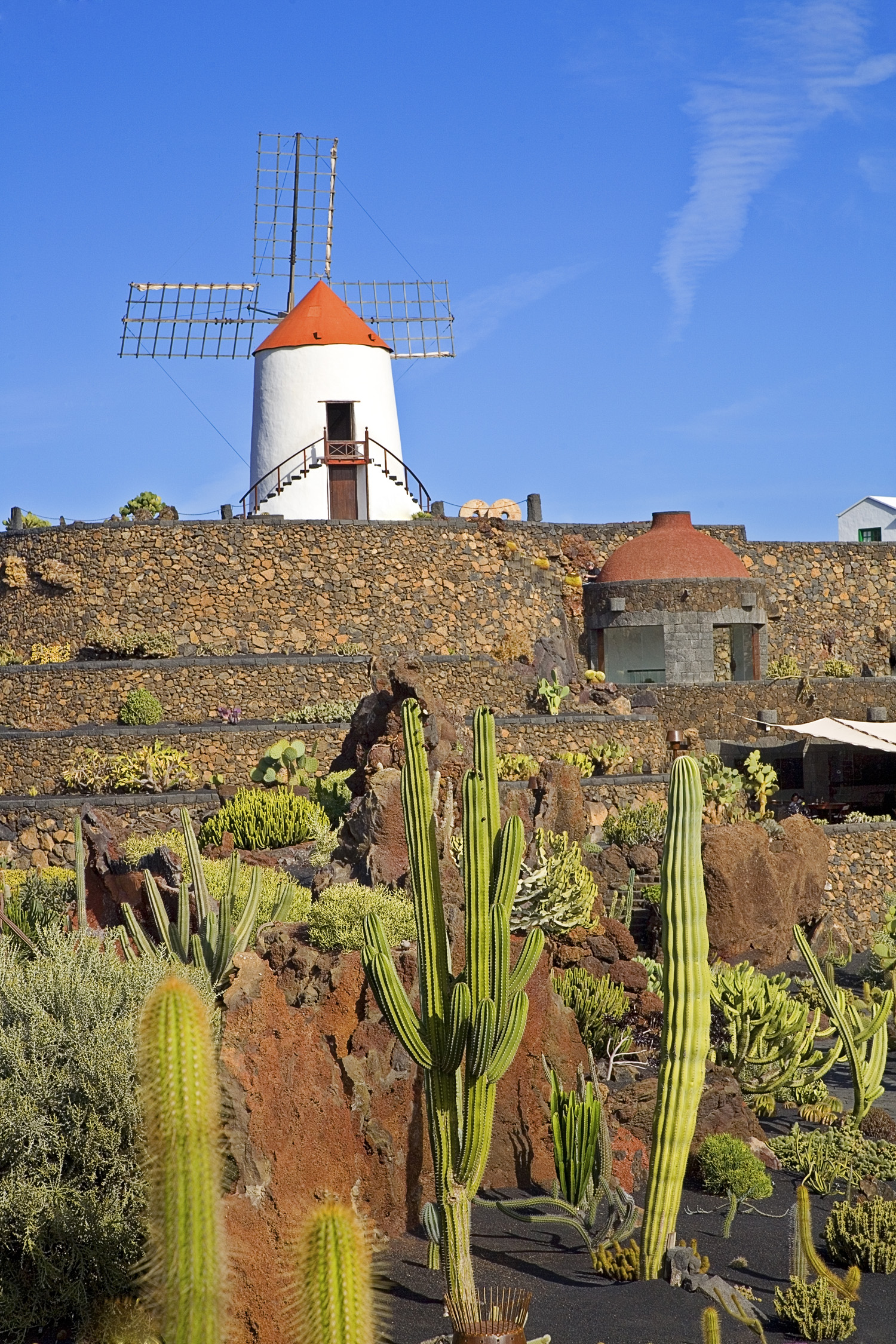
Jardín de Cactus
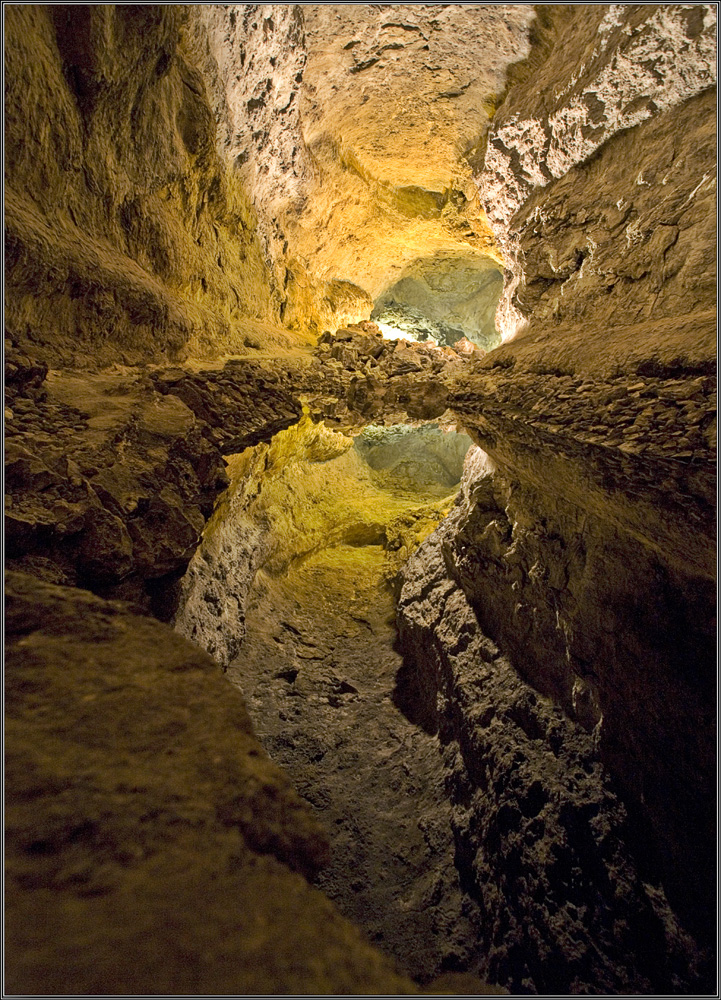
Cueva de los Verdes
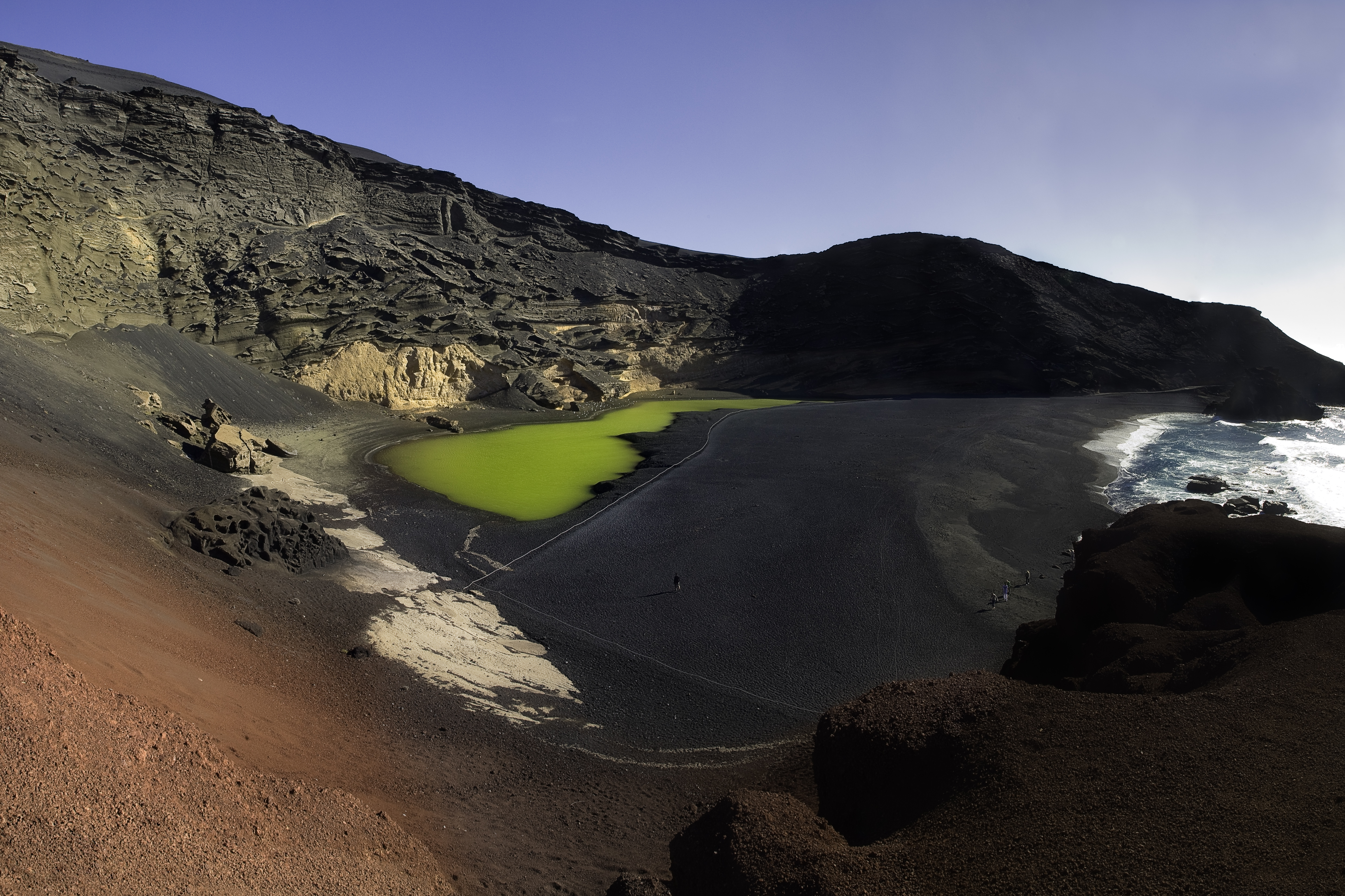
El Golfo
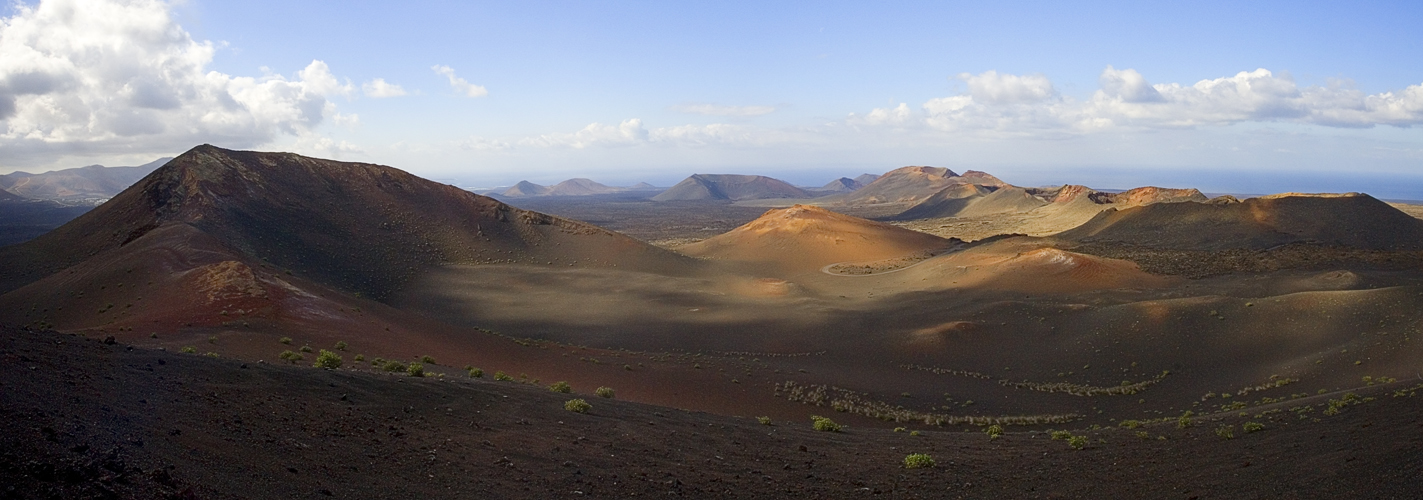
Timanfaya National Park
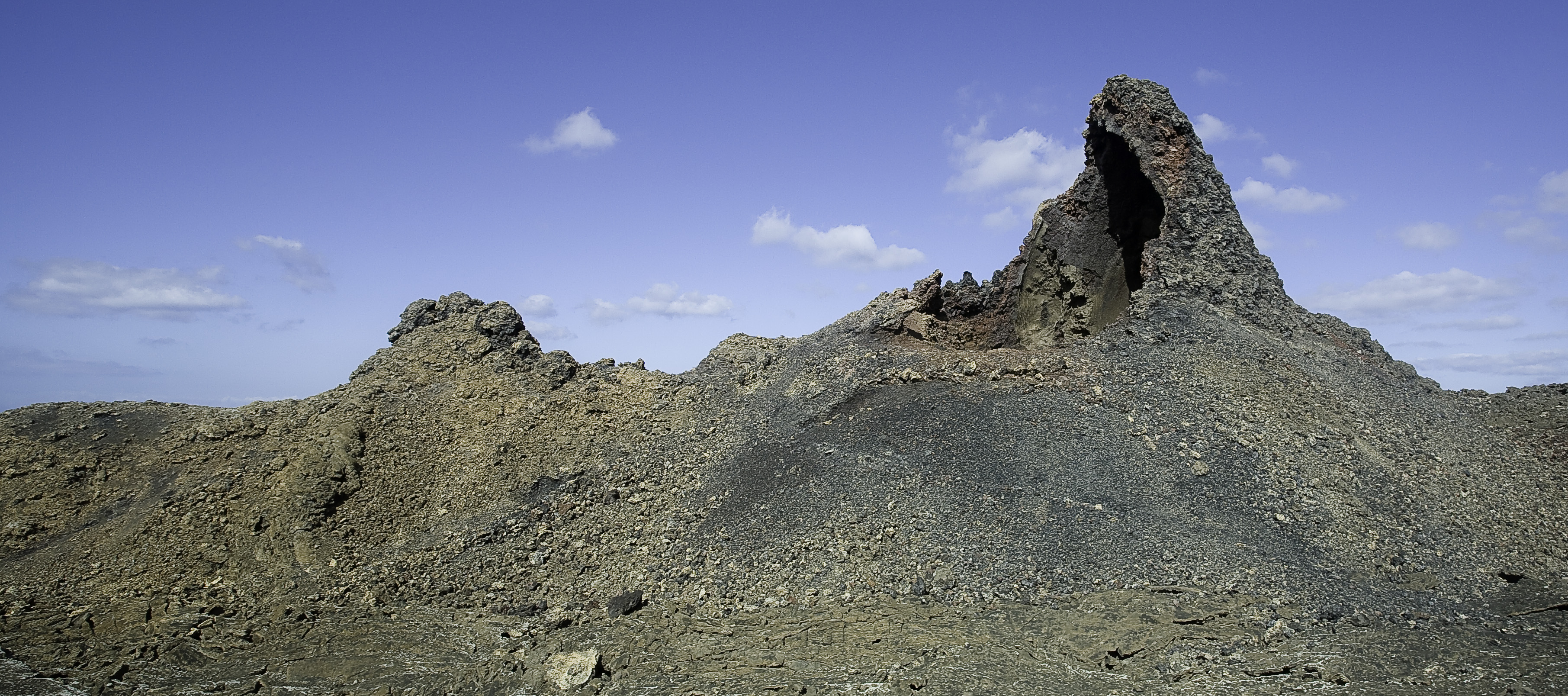
Timanfaya National Park
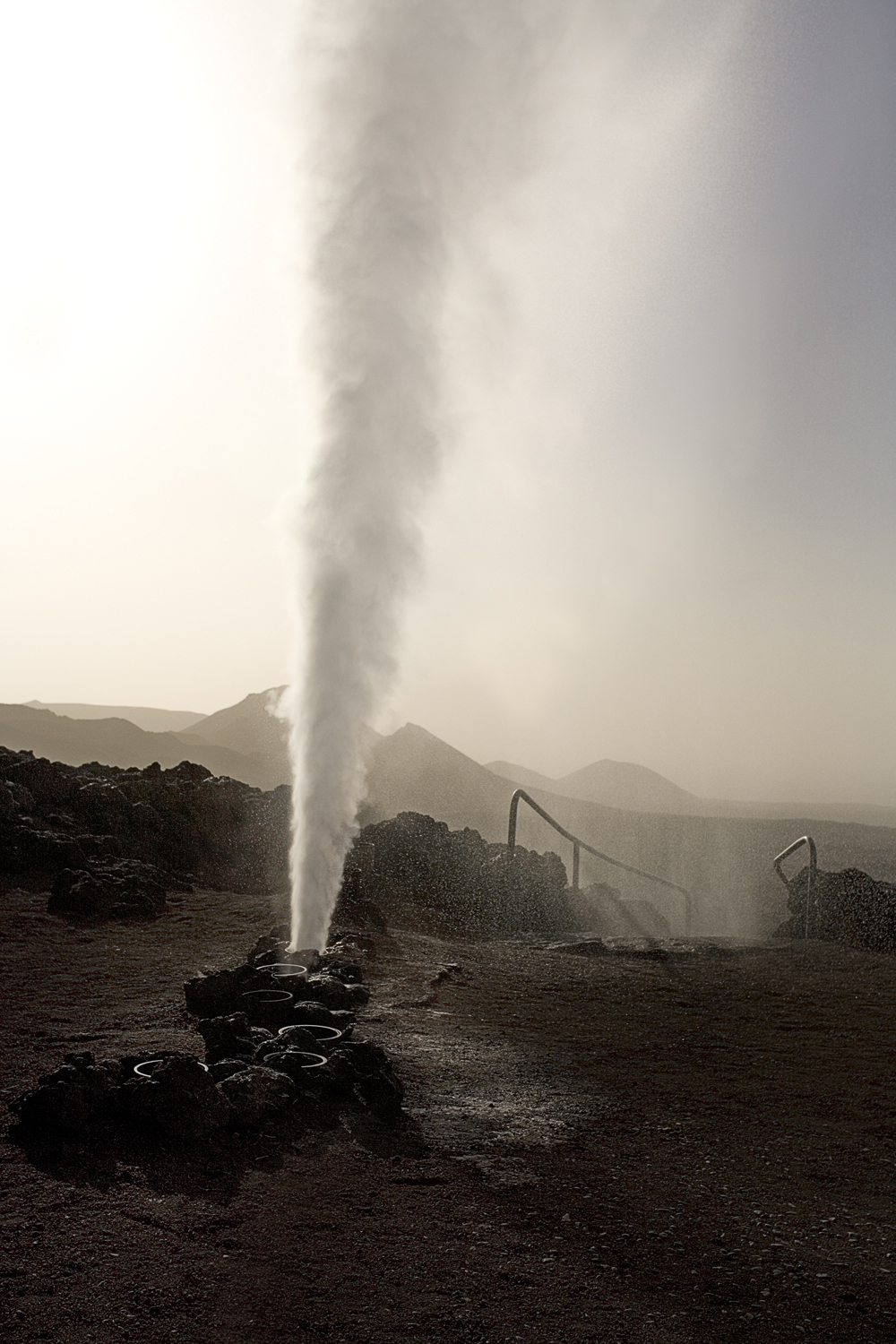
Timanfaya National Park
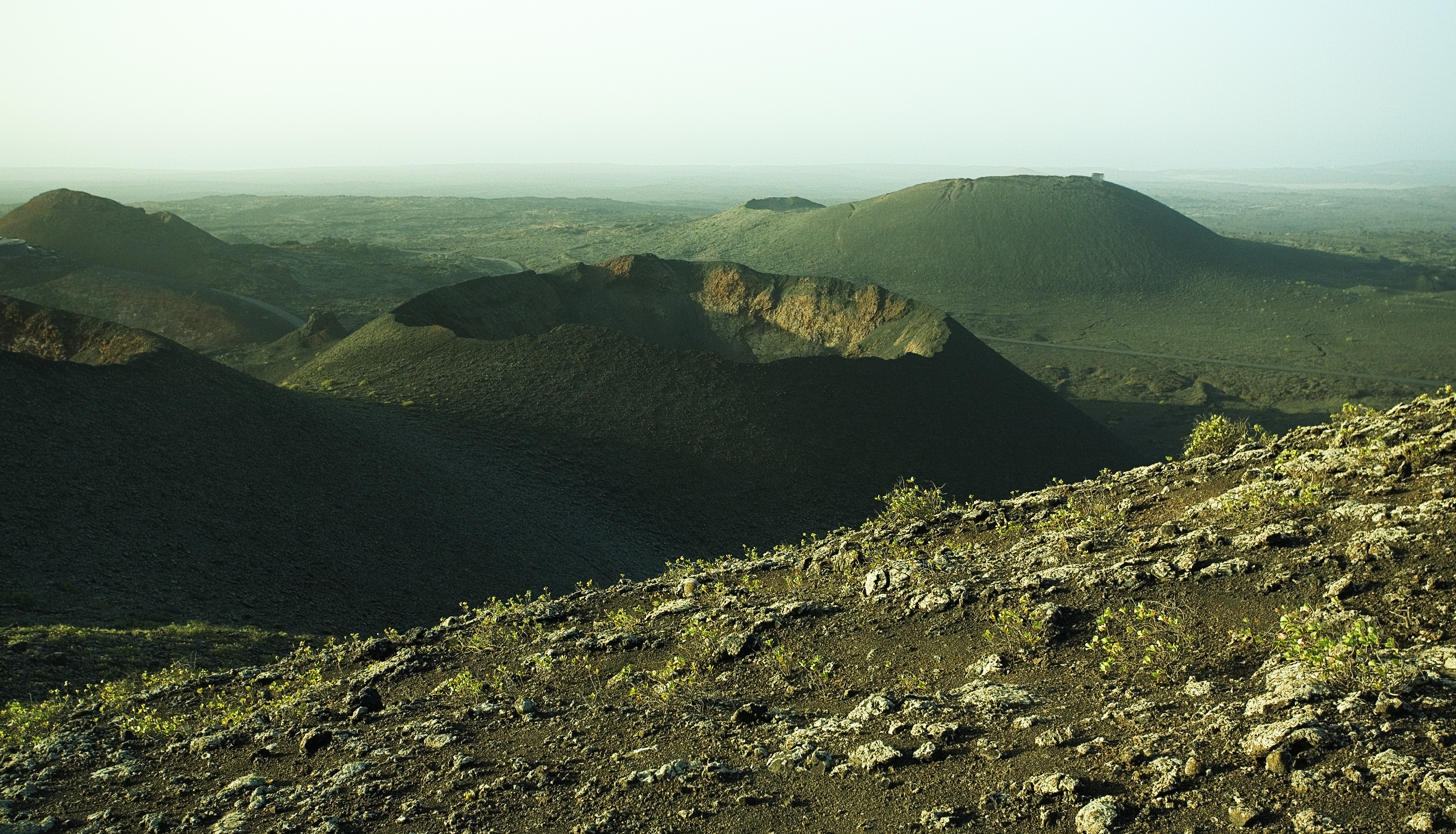
Timanfaya National Park
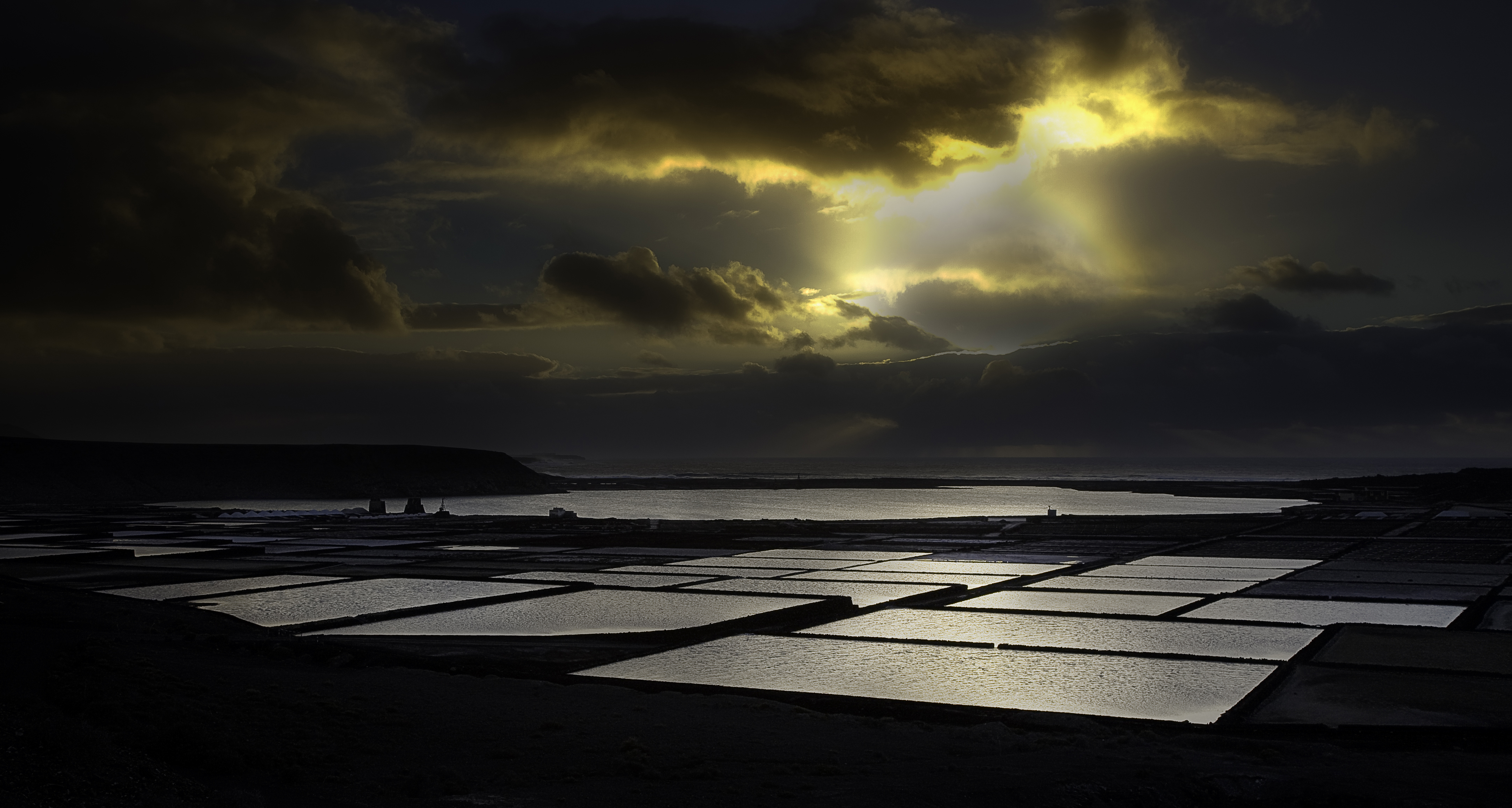
Salinas del Janubio
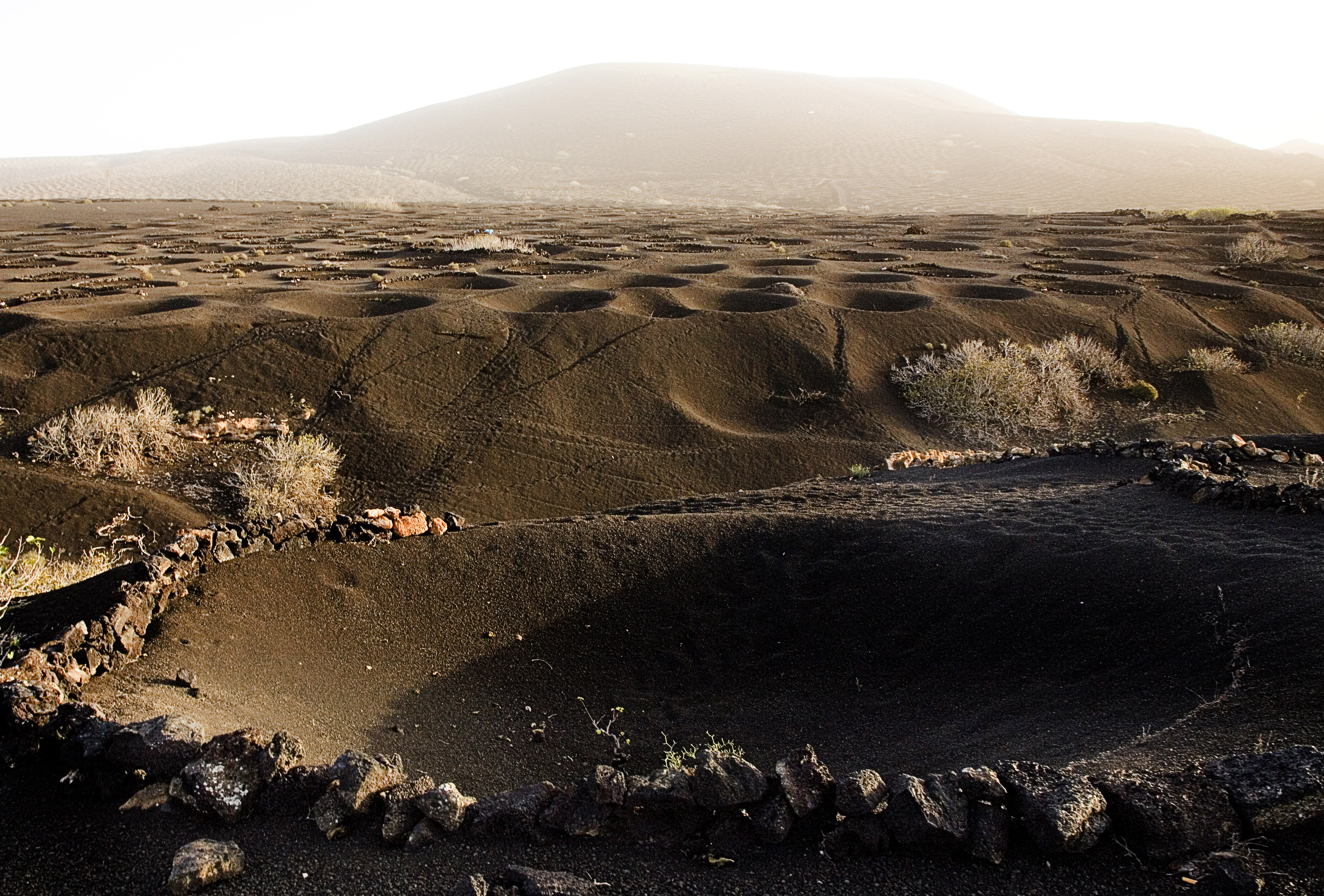
La Geria
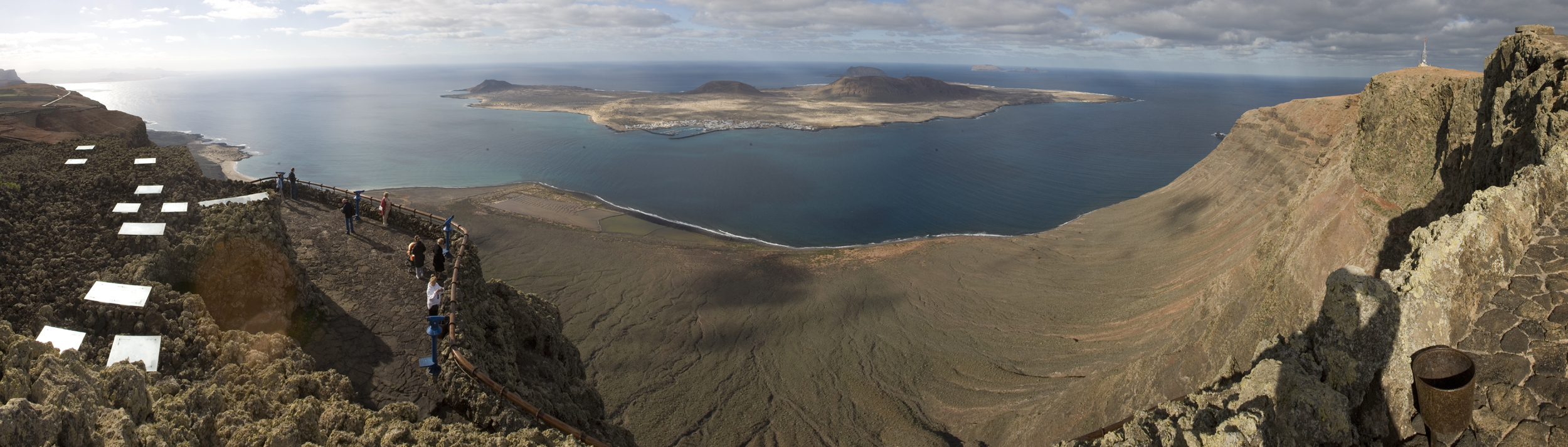
La Graciosa / Mirador Del Rio
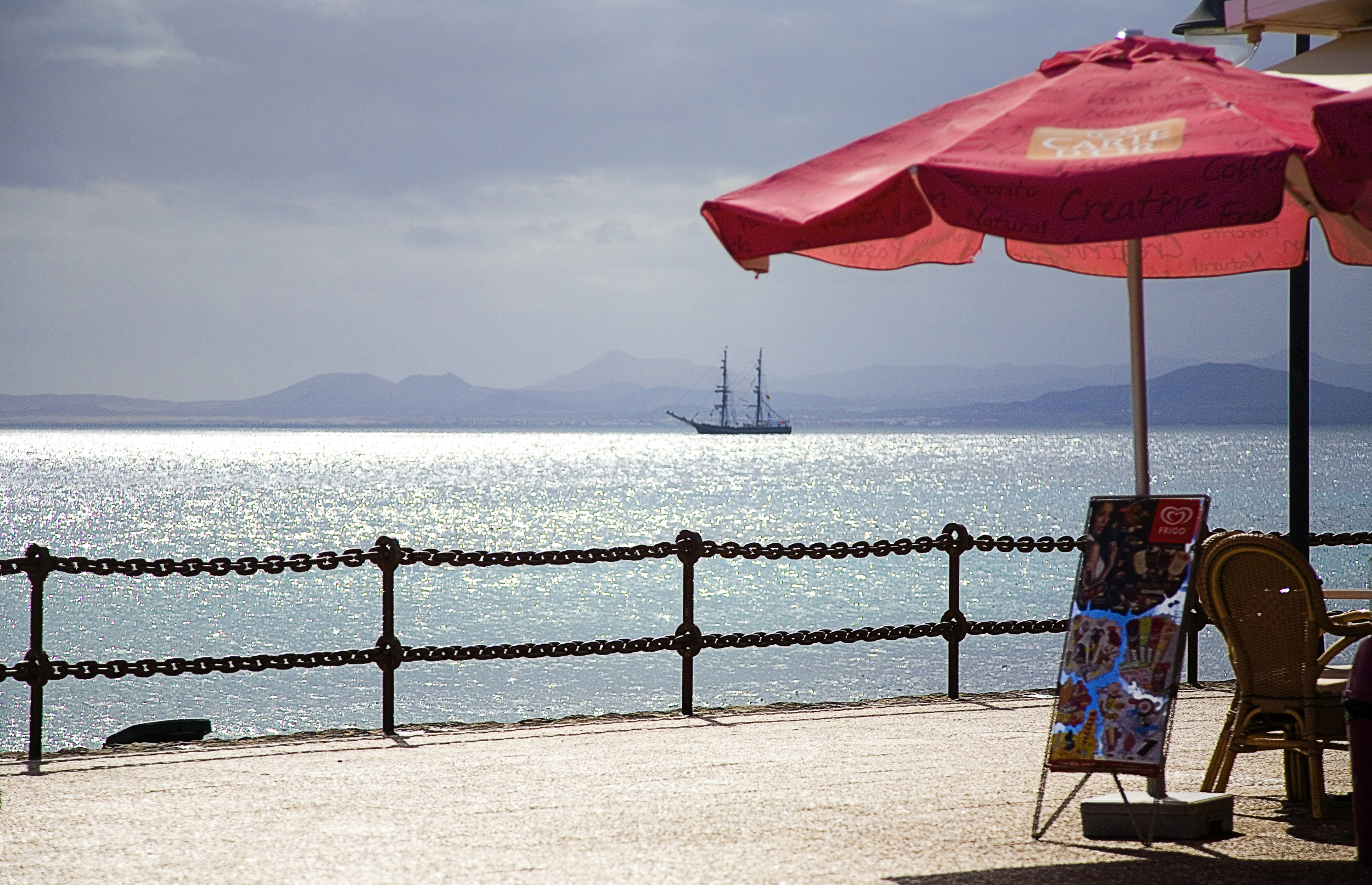
Playa Blanca